# Jonathan Taylor
Jonathan Taylor (Salem, 19 gennaio 1999) è un giocatore di football americano statunitense che milita nel ruolo di running back per i Indianapolis Colts della National Football League (NFL).

## Carriera universitaria
Taylor al college giocò a football con i Wisconsin Badgers dal 2017 al 2019. Concluse la carriera al sesto posto di tutti i tempi della NCAA per yard corse e divenne il primo giocatore della storia a correre 6.000 yard nell'arco di tre stagioni. Concluse nei primi dieci nelle votazioni dell'Heisman Trophy per tre volte, finendo rispettivamente sesto, nono e quinto. Alla fine della ultime due stagioni fu premiato unanimemente come All-American e vinse per due volte il Doak Walker Award, assegnato al miglior running back nel college football.

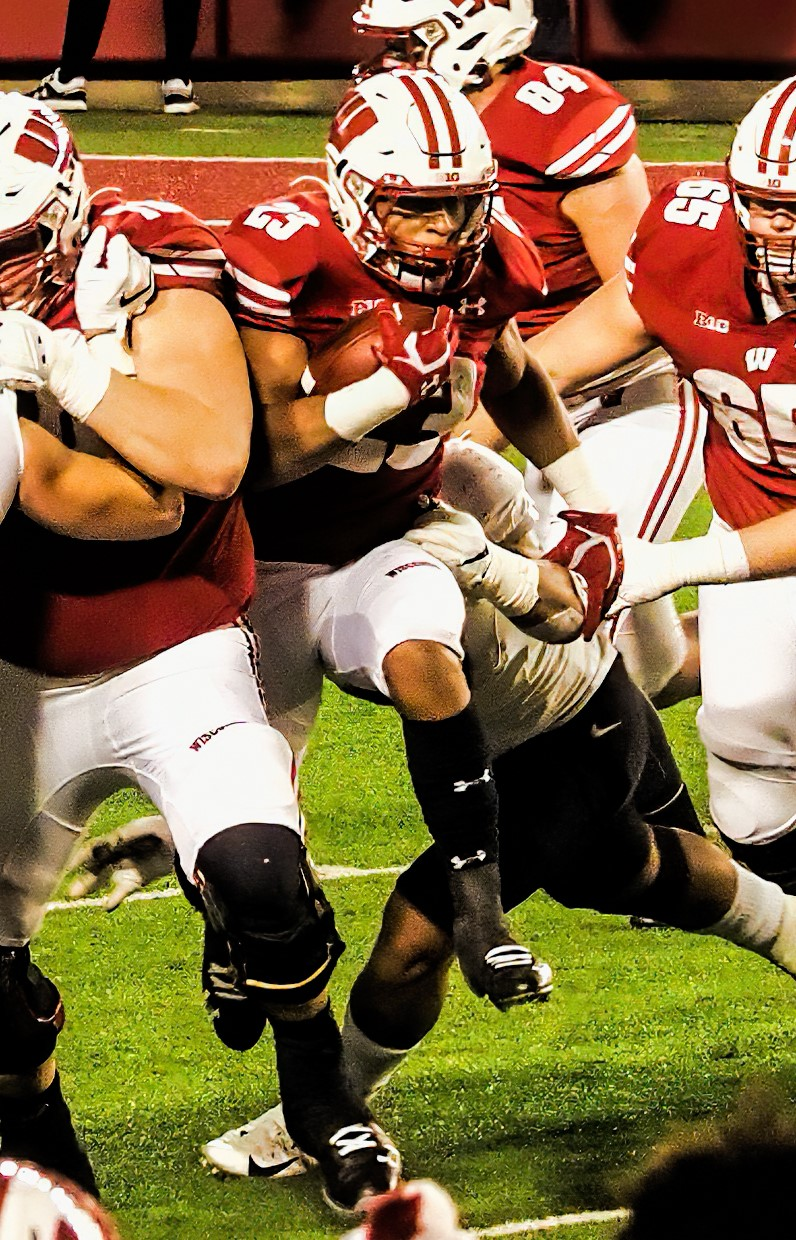
Taylor con Wisconsin nel 2019.

## Carriera professionistica

### Stagione 2020
Taylor venne scelto nel corso del secondo giro (41º assoluto) del Draft NFL 2020 dagli Indianapolis Colts. Debuttò come professionista nella gara del primo turno contro i Jacksonville Jaguars correndo 9 volte per 22 yard. La settimana seguente partì come titolare al posto dell'infortunato Marlon Mack rispondendo con 101 yard corse e il suo primo touchdown nella vittoria sui Minnesota Vikings. Nell'ultimo turno corse 253 yard, decimo risultato assoluto di tutti i tempi a pari merito con DeMarco Murray e secondo massimo di sempre per un rookie, contribuendo alla qualificazione ai playoff dei Colts nella vittoria 28-14 sui Jaguars. Per quella prestazione vinse il titolo di running back della settimana. Alla fine di dicembre fu premiato come rookie offensivo del mese in cui corse 651 yard. La sua stagione si chiuse al terzo posto della NFL con 1.169 yard corse e 11 touchdown.

### Stagione 2021
Nel sesto turno della stagione 2021 Taylor fu premiato come running back della settimana dopo avere corso 145 yard e 2 touchdown nella vittoria sugli Houston Texans. Alla fine di ottobre vinse il titolo di miglior giocatore offensivo della AFC del mese in cui corse 478 yard (6,1 yard a portata) e segnò 7 touchdown. Nell'undicesimo turno stabilì un nuovo record di franchigia segnando cinque touchdown (4 su corsa e uno su ricezione) nella vittoria sui Buffalo Bills, venendo premiato come giocatore offensivo della AFC della settimana. A novembre fu nuovamente premiato come giocatore offensivo del mese in cui corse 139 yard a partita. A fine stagione fu convocato per il suo primo Pro Bowl e inserito nel First-team All-Pro dopo avere guidato la NFL in yard corse (1.811) e touchdown su corsa (18).

### Stagione 2022
Nel primo turno della stagione Taylor fu premiato come running back della settimana grazie a 161 yard corse e un touchdown nel pareggio contro gli Houston Texans. Nel decimo turno, nella vittoria 25-20 contro i Las Vegas Raiders, corse 147 yard in 22 tentativi e segnò un touchdown, venendo premiato come giocatore offensivo della AFC della settimana.

### Stagione 2023
Dopo avere scioperato per il primo mese di gioco chiedendo di essere scambiato, l'8 ottobre 2023 Taylor firmó un nuovo contratto triennale del valore di 42 milioni di dollari, inclusi 26,5 milioni garantiti. Nella settimana 12 corse 91 yard e segnò due touchdown nella vittoria sui Tampa Bay Buccaneers. In quella partita superò Marshall Faulk per il maggior numero di touchdown su corsa nelle prime quattro stagioni con i Colts (37). Nell'ultimo turno le sue 188 yard corse e un touchdown non consentirono ai Colts di battere di battere i Texans e a qualificarsi per i playoff.

### Stagione 2024
Taylor saltó quasi tutto il mese di ottobre a causa di un infortunio, tornando in campo nell'ottavo turno contro i Texans in cui corse 105 yard e segnó il quarto touchdown nelle ultime tre gare. Nel sedicesimo turno disputò la miglior partita stagionale correndo 218 yard e 3 touchdown nella vittoria sui Titans, venendo premiato come miglior giocatore offensivo della AFC della settimana e come running back della settimana. Nell'ultimo turno corse 177 yard e un touchdown nella vittoria ai tempi supplementari contro i Giants. A fine stagione fu convocato per il suo secondo Pro Bowl dopo essersi classificato quarto nella NFL con 1.431 yard corse.

## Palmarès
- Convocazioni al Pro Bowl: 2

2021, 2024
- First-team All-Pro: 1

2021
- Giocatore offensivo della AFC del mese: 2

ottobre e novembre 2021
- Giocatore offensivo della AFC della settimana: 3

11ª del 2021, 10ª del 2022, 16ª del 2024
- Running back dell'anno: 1

2021
- Running back della settimana: 7

17ª del 2020, 6ª, 10ª, 13ª e 15ª del 2021, 1ª del 2022, 16ª del  2024
- Rookie offensivo del mese: 1

dicembre 2020
- PFWA All-Rookie Team - 2020
- Leader della NFL in yard corse: 1

2021
- Leader della NFL in touchdown su corsa: 1

2021
- Bert Bell Award: 1

2021